# (182934) 2002 GJ32
(182934) 2002 GJ32 ist ein großes transneptunisches Objekt im Kuipergürtel, das bahndynamisch als Cubewano (CKBO) oder als erweitertes Scattered Disk Object (DO) eingestuft wird. Aufgrund seiner Größe ist der Asteroid ein Zwergplanetenkandidat.

## Entdeckung
2002 GJ32 wurde am 8. April 2002 von Marc Buie mit dem 4,0-m-Víctor-M.-Blanco-Teleskop (DECam) am Cerro Tololo-Observatorium (Chile) entdeckt. Die Entdeckung wurde am 2. Juni 2003 bekanntgegeben, der Planetoid erhielt später von der IAU die Kleinplaneten-Nummer 182934.
Der Beobachtungsbogen des Asteroiden beginnt mit der offiziellen Entdeckungsbeobachtung am 8. April 2002. Im April 2017 lagen insgesamt 46 Beobachtungen über einen Zeitraum von 9 Jahren vor. Die bisher letzte Beobachtung wurde im März 2011 am Las-Campanas-Observatorium durchgeführt. (Stand 7. März 2019)

## Eigenschaften

### Umlaufbahn
2002 GJ32 umkreist die Sonne in 297,32 Jahren auf einer leicht elliptischen Umlaufbahn zwischen 39,76 AE und 49,33 AE Abstand zu deren Zentrum. Die Bahnexzentrizität beträgt 0,108, die Bahn ist 11,57° gegenüber der Ekliptik geneigt. Derzeit ist der Planetoid 44,52 AE von der Sonne entfernt. Das Perihel durchlief er das letzte Mal 1950, der nächste Periheldurchlauf dürfte also im Jahre 2247 erfolgen.
Marc Buie (DES) klassifiziert den Planetoiden als erweitertes SDO (ESDO bzw. DO), während das Minor Planet Center ihn als Cubewano einordnet, wobei er zu den bahndynamisch «heißen» klassischen KBO gehört; letzteres führt ihn auch als Nicht-SDO und allgemein als «Distant Object».

### Größe
Derzeit wird von einem Durchmesser von 416 km ausgegangen, basierend auf einem Rückstrahlvermögen von 3,5 % und einer absoluten Helligkeit von 6,12 m. Ausgehend von einem Durchmesser von 416 km ergibt sich eine Gesamtoberfläche von etwa 544.000 km². Die scheinbare Helligkeit von 2002 GJ32 beträgt 22,18 m.
Da anzunehmen ist, dass sich 2002 GJ32 aufgrund seiner Größe im hydrostatischen Gleichgewicht befinden könnte und somit weitgehend rund sein müsste, könnte er die Kriterien für eine Einstufung als Zwergplanet erfüllen. Mike Brown, der den Durchmesser selbst auf nur 235 km (Albedo 12 %, absolute Helligkeit 6,1 m) schätzt, geht davon aus, dass es sich bei 2002 GJ32 vielleicht um einen Zwergplaneten handelt.
| Jahr                                         | Abmessungen km     | Quelle         |
| -------------------------------------------- | ------------------ | -------------- |
| 2009                                         | 224,0 +088,0−070,0 | Brucker u. a.  |
| 2014                                         | 416,0 +81,0−78,0   | Vilenius u. a. |
| 2018                                         | 235,0              | Brown          |
| Die präziseste Bestimmung ist fett markiert. |                    |                |